# دوتا 2
دوتا 2 (بالإنجليزية: Dota 2)‏ هي لعبة فيديو إستراتيجية تلعب على الإنترنت، طوَّرتها شركة فالف الأمريكية كإصدارةٍ جديدة من لعبة دفاع القدماء (Defense of the Ancients). أعلن رسمياً عن بدء تطوير اللعبة في 13 أكتوبر عام 2010، وبدأ تجريبها في عام 2011، ثم أعلن عن إطلاقها في 9 يوليو عام 2013 كلعبة مجانية على نظام تشغيل مايكروسوفت ويندوز، لتتبعها اصدارين اخيرين للماك أو إس عشرة وجنو/لينكس في 18 يوليو. في معظم أنحاء العالم، لا يمكن تحميل دوتا 2 ولعبها حالياً إلا عبر منصَّة ستيم لألعاب الفيديو. dota 2
في أكتوبر 2015 ، عقدت شركة الرياضات الالكترونية إي إس إل بطولة دوتا 2 في مسرح ماديسون سكوير جاردن.

## وصلات خارجية
- دوتا 2 على موقع IMDb (الإنجليزية)
- الموقع الرسمي